# Trebaruna
În mitologia  lusitană, Trebaruna este zeița căminului, a luptelor și a morții.